# Chirothecia soaresi
Chirothecia soaresi là một loài nhện trong họ Salticidae.
Loài này thuộc chi Chirothecia. Chirothecia soaresi được Bauab miêu tả năm 1980.